# 豪尔赫·洛萨诺
豪尔赫·洛萨诺（西班牙語：Jorge Lozano，1963年5月17日—），墨西哥男子网球运动员，1986年成为职业球手。他曾获得法国网球公开赛混合双打冠军。他也曾参加1983年泛美运动会。